# Seguenzioidea
Super-famille
Les Seguenzioidea sont une super-famille de mollusques gastéropodes marins prosobranches.

## Historique
La super-famille des Seguenzioidea est décrite en 1884 par le zoologiste américain Addison Emery Verrill (1839-1926). 

## Liste des sous-taxons
Selon World Register of Marine Species (9 décembre 2018) :
- famille Cataegidae McLean & Quinn, 1987
- famille Chilodontaidae Wenz, 1938
- famille Choristellidae Bouchet & Warén, 1979
- famille Eucyclidae Koken, 1896
- famille Eucycloscalidae Gründel, 2007 †
- famille Eudaroniidae Gründel, 2004
- famille Eunemopsidae Bandel, 2010 †
- famille Lanascalidae Bandel, 1992 †
- famille Laubellidae Cox, 1960 †
- famille Pendromidae Warén, 1991
- famille Pseudoturcicidae Bandel, 2010 †
- famille Sabrinellidae Bandel, 2010 †
- famille Seguenziidae Verrill, 1884
- famille Trochaclididae Thiele, 1928
- famille unassigned Seguenzioidea

## Galerie

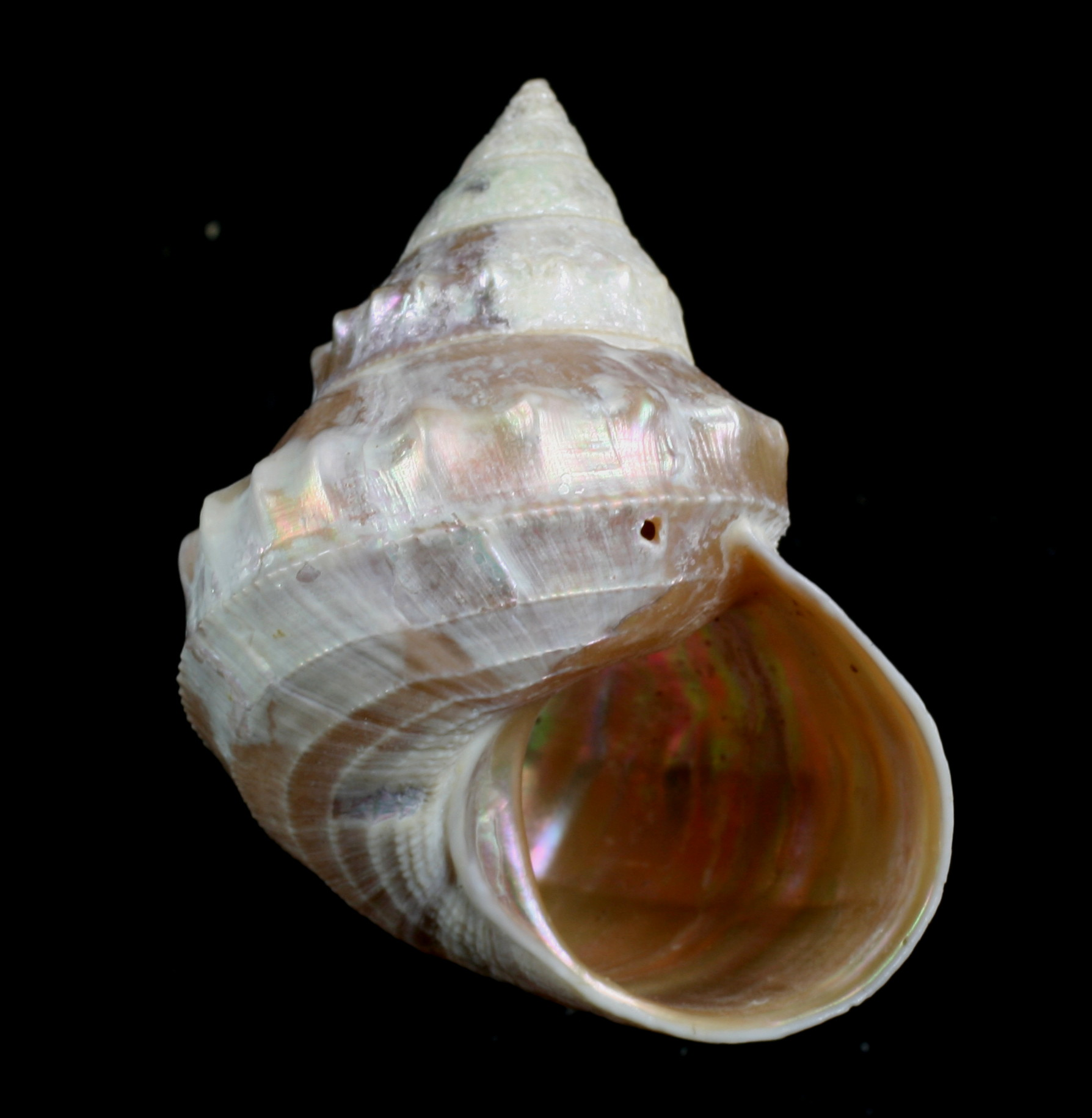
Bathybembix argenteonitens, un Calliotropidae
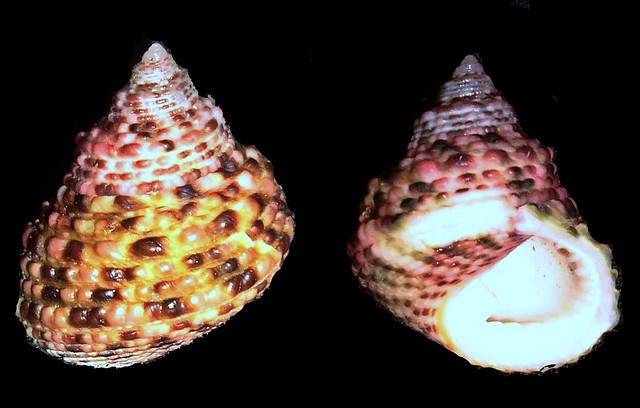
Euchelus atratus, un Chilodontidae
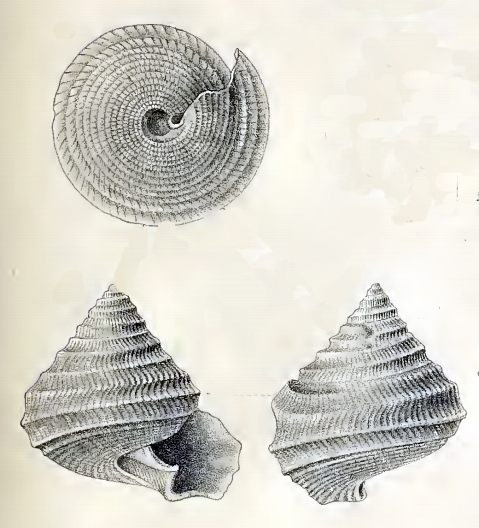
Seguenzia dautzenbergi, un Seguenziidae
Perrinia elisa, des Perrinia, des Seguenzioides. Venant de l'ile de Malocaboc, au Negros occidental aux Philippines. Septembre 2022.